# Уложение о службе
Уложение о службе 1551—1556 г. — законодательный акт, определивший порядок службы в России XVI века.
Входит в число реформ «Избранной рады» в первой половине правления Ивана Грозного. Завершает земельное законодательство 1550-х годов.
Уложение о службе, часть единого «Приговора царского  о службе», завершает выработку правовых основ поместного землевладения и вместе с тем является завершением процесса перестройки Войска Русского государства. На месте старых военных дружин времен феодальной раздробленности создается единое войско нового типа — «дворянское войско» и разрядные полки, центральной фигурой которой является дворянин, «служилый человек». В качестве царского «пожалования» «служилым людям» предоставлялись поместья за счёт уравнительного «землемерия» и излишков земли у «вельмож, оскудевших службой», то есть тех, «кто землю держит, а службы с неё не платит».
Поместная система, обязывающая выставлять в поле бойца с каждых ста четвертей земли, уравняла всех дворян в отношении службы. Формирование военно-служилого сословия влияет на установление самодержавия: поместное ополчение становится мощной военной опорой монархии.

## Комплектование вооружённых сил
Военные реформы завершились принятием в 1555—1556 годах Уложения о службе, установившего единый порядок службы для владельцев вотчин и поместий. Отныне каждый феодал в зависимости от имевшегося у него количества земли определенного качества («худой», «средней», «доброй») выставлял определенное число вооруженных всадников (например, одного с каждых 150 десятин). Тот, кто выводил людей больше, чем положено, получал денежную «помогу», а кто меньше — платил штраф.
Уложение 1556 г. установило порядок прохождения воинской службы, согласно которому каждый феодал (вотчинник и помещик) был обязан с определенного количества земли (150 десятин) выставлять установленное количество воинов на конях и в полном вооружении. Те феодалы, которые выставляли воинов больше нормы, получали денежное вознаграждение, а тот, кто выставлял воинов меньше нормы, платил штраф. Такой порядок содействовал увеличению численности войск и препятствовал уклонению бояр от службы. Этой же цели служили периодические военные смотры. У не явившихся на службу или смотры отбирались поместья и вотчины. Принятие Уложения о службе способствовало повышению боеспособности русских войск, что было немаловажно для проведения Иваном IV активной внешней политики. «Уложение о службе» 1556 года завершает не только выработку правовых основ поместного землевладения, но вместе с тем является и завершением процесса перестройки рати Русского государства — процесса, начало которого падает ещё на вторую половину XV века, и который заключался в создании войска нового типа на месте старых военных дружин времен феодальной раздробленности.
В 1604 году Уложение было дополнено Соборным приговором о введении правил посылки ратных людей в походы. Для сбора средств на жалованье ратным людям и денежных военных налогов существовали особые приказы: Приказ сбора пятинных и запросных денег (1616-37), Приказ сбора ратных людей (1637—1654), Приказ денежного дела (с 1654).
В конце XV — первой половине XVII вв. основной ударной силой русской рати была поместная (дворянская) конница, сохранявшая боевое значение и в XVII веке. На протяжении существования поместного войска она комплектовалась путём «верстания», во время которого вновь поступающих на службу сыновей дворян и детей боярских наделяли поместным (земельным) и денежным жалованьем. Вплоть до середины XVII века дворянские дети считались «новиками» по достижении 15-летнего возраста. В XVII веке верстать на военную службу стали сначала с 17, а затем с 18 лет.
В зависимости от социального положения и имущественного достатка размер поместного оклада «новика» в XVI веке составлял 100—400 четвертей пахотной земли, денежного — 4 — 8, а иногда и 10 руб. В XVII веке земельное жалованье вновь поверстанным в службу определялось в 40 — 350 четвертей, денежное — 3 — 12 руб.. Иногда нормы окладов повышались. Так, при верстании
новгородских детей боярских в 1606 г., служилые люди получили повышенные оклады. Один из них был верстан денежным окладом в 14 руб., при среднем окладе в 500 четвертей. Как правило повышенными окладами верстались служилые «новики», многие годы участвовавшие в военных походах.
Верстание осуществлялось на специальных дворянских смотрах, где проверялось наличие служилых людей в строю, их вооружение, количество приведенных с собой боевых холопов. О каждом новике собиралась подробная информация у «окладчиков», обязанных точно установить происхождение, имущественное положение, какую службу может нести, сколько приводить «в полк» и «в кош» боевых холопов. Собранные о новиках сведения заносились в особую «верстальную десятню», составлявшуюся в дополнение к «разборной» и «раздаточной». При неявке служилых людей на смотры они могли быть исключены из службы. Так, царским указом 1621/1622 гг. объявлялось, что «которые дети боярские у розбору не объявятца или которые дети боярские у розбору детей своих недорослей не объявят и в розборные книги не напишут, и тем впред верстанья не будет и в службы не возмут». Исключение делалось лишь для неверстанных детей боярских, служивших с прожиточных и отцовских поместий.
По Уложению 1555/1556 г. служба дворян и детей боярских начиналась с 15 лет, до этого времени они считались «недорослями». Для зачисления на службу подросших дворян и детей боярских («новиков»), и верстания молодых служилых людей поместными и денежными окладами, из Москвы по городам периодически направлялись бояре и другие думные чины с дьяками; иногда верстание новиков поручалось местным воеводам.
Приехав в город, боярин должен был организовать выборы окладчиков из числа местных служилых дворян и детей боярских, с помощью которых производилось зачисление на службу. По расспросам прибывших на смотр новиков и показаниям окладчиков устанавливались имущественное положение и служебная годность каждого молодого дворянина и сына боярского. Окладчики также сообщали, кто с кем может быть в одной статье по происхождению и имущественному положению. Затем новик зачислялся на службу и, если его отец имел небольшую «дачу» и не мог выделить сыну землю «в припуск», то новоповерстанному служилому человеку назначался поместный оклад «в отвод». Как правило «отводились» старшие сыновья, младшие — «припускались» к отцам. Каждый «новик» получал небольшое денежное жалованье, которое по большей части служило ему подмогой для закупки вооружения и боевых коней.
Поместные оклады «новиков», как сообщалось выше, колебались в среднем от 100 четвертей (150 десятин в трех полях) до 400 четвертей (600 десятин) и денежные — от 4 до 8 рублей. В XVII в. норма земельного верстания была уменьшена до 40 — 350 четей земли, денежный оклад составлял от 3 до 12 руб. Однако, в каждом уезде действовал свой порядок испомещения, который, строго контролировался Москвой.